# Gitte Sunesen
Gitte Sunesen (Hammel, 11 de dezembro de 1971) é uma handebolista profissional dinamarquesa, campeã olímpica.
Gitte Sunesen fez parte do elenco medalha de ouro, de Atlanta 1996.